# Universidad Mariana
La Universidad Mariana (Unimar), es una universidad privada católica colombiana ubicada en San Juan de Pasto. Es la primera universidad privada del departamento de Nariño y la segunda en antigüedad y número de estudiantes tras la Universidad de Nariño la cual es de carácter público. Cuenta con cinco facultades que ofrecen un total de 17 programas de pregrado, además de cursos preuniversitarios y programas de posgrado. Desde el 2022 cuenta con reconocimiento de acreditación con alta calidad del Ministerio de Educación Nacional.

## Historia
La Universidad Mariana es el fruto de una propuesta efectuada en el marco del II Congreso Internacional de exalumnas Franciscanas celebrado en la ciudad de Pasto, del 10 al 14 de enero de 1964, cuando se dieron cita delegaciones de diferentes regiones del país y del mundo donde tiene su apostolado franciscana, se presentaron varias propuestas, se pusieron a consideración y aprobación de la Honorable Asamblea. Fue así como el 14 de enero, en el acto de clausura del II Congreso Internacional de exalumnas se decidió elevar la solicitud a la Congregación de Hermanas Franciscanas de María Inmaculada para la creación de un centro de educación superior en esta ciudad con el propósito de continuar el nivel de formación de los estudiantes, especialmente de la mujer, por cuanto la comunidad ofrecía una educación desde preescolar hasta el bachillerato, pero era necesario su complementación universitaria.
Teniendo en cuenta la necesidad de un espacios físicos en donde funcionarían los programas universitarios, en este mismo año, el Gobierno General pidió ayuda económica al gobierno gederal de Suiza. La petición fue aceptada y el gobierno suizo por medio de la Comisión de Ayuda Técnica y Económica para Países en Desarrollo de América Latina firmó un contrato con la Congregación de Hermanas Franciscanas de María Inmaculada para la financiación del proyecto; se inició así la construcción del edificio en agosto de 1966, y fue entregado e inaugurado el 4 de octubre de 1968. El 2 de mayo de 1967, por oficio n.º 31734, el Ministerio de Educación Nacional autoriza a las Hermanas Franciscanas para iniciar labores. En 1968, el Ministerio de Educación Nacional mediante Resolución n.º 1398 del 31 de mayo, concede licencia de funcionamiento al Instituto Mariano.
En 1983, debido a su crecimiento y consolidación académica y administrativa, el Ministerio de Educación Nacional le otorgó reconocimiento institucional como Universidad al Instituto Mariano, adoptando la denominación de Universidad Mariana.

## Campus y ubicación

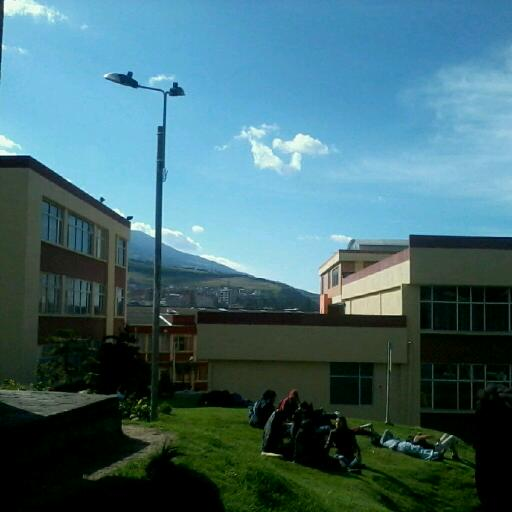
Zona verde con dos bloques cercanos.

El centro principal está localizado en el sector norte de Pasto, frente a la concurrida Calle 18 y cortada por la Carrera 34, la Universidad está conectada al Liceo de la Merced, colegio regentado también por las Hermanas Franciscanas en la misma manzana o cuadra. Por la parte trasera se encuentra una zona primordialmente residencial del barrio Versalles y cercana a la Avenida de los Estudiantes. Está compuesta por cinco bloques o edificios, generalmente de entre dos y cinco pisos cada uno donde se alojan las distintas divisiones, también hay anexos tres laboratorios experimentales, así como varias plazoletas o centros de reunión a cielo abierto, auditorios, cafeterías y un polideportivo. La mayor parte posee un estilo más tradicional y original desde su construcción, mientras que algunos bloques muestran un diseño más moderno y reciente. Se caracteriza por sus numerosos jardines que adornan las zonas verdes y los alrededores. En total las instalaciones ocupan un espacio de alrededor de dos hectáreas (unos 0,02 km²). Cuenta con un espacio deportivo y recreativo llamado Alvernia en el sector occidental de la ciudad en una zona rural cercana al barrio Mariluz.

## Facultades y programas
La universidad Mariana oferta:
Facultad de Humanidades y Ciencias Sociales
- Derecho
- Trabajo Social
- Comunicación Social
- Psicología
- Especialización en Familia
- Maestría en Derecho

Facultad de Ciencias de la Salud
- Enfermería
- Terapia Ocupacional
- Fisioterapia
- Nutrición y dietética
- Especialización en Enfermería Oncológica
- Especialización en Enfermería Materno Perinatal
- Especialización en Enfermería para el Cuidado del Paciente en Estado Crítico
- Especialización en Auditoria en Salud
- Especialización en Gerencia de la Seguridad y Salud en el Trabajo
- Maestría en Administración en Salud
- Tecnológica en Regencia de Farmacia
- Tecnológica en Radiodiagnóstico y Radioterapia
- Técnico Laboral en Auxiliar en Enfermería
- Curso Preuniversitario Facultad de Ciencias de la Salud

Facultad de Ciencias Contables, Económicas y Administrativas
- Contaduría Pública
- Administración de Negocios Internacionales
- Mercadeo
- Especialización en Alta Gerencia
- Especialización en Gerencia Tributaria
- Especialización en Contabilidad Internacional y Auditoría
- Maestría en Gerencia y Asesoría Financiera
- Maestría en Gerencia y Auditoria Tributaria
- Maestría en Administración

Facultad de Educación
- Literatura
- Matemáticas
- Educación infantil
- Educación Básica Primaria
- Maestría en Pedagogía
- Maestría en Educación para la Primera Infancia
- Doctorado en Pedagogía
- Curso Programa de Pedagogía para Profesionales No Licenciados

Facultad de Ingeniería
- Ingeniería Mecatrónica
- Ingeniería Civil
- Ingeniería de Sistemas
- Ingeniería de Ambiental
- Ingeniería de Procesos
- Curso preuniversitario Facultad de Ingeniería